# Sérgio Azevedo
António Sérgio Arede Torrado Marques Azevedo (ur. 23 sierpnia 1968 w Coimbrze) – portugalski kompozytor i pisarz.

## Życiorys
Studiował kompozycję w Academia de Amadores de Música Lizbonie pod kierunkiem Fernanda Lopesa-Graçy, a następnie w u Constançy Capdeville i Christophera Bochmanna w Escola Superior de Música de Lisboa. W 2012 uzyskał stopień doktora w Universidade do
Minho w Bradze.
Od 1993 jest wykładowcą w Escola Superior de Música. Jako redaktor muzyczny współpracuje z portugalskim radiem o zasięgu ogólnokrajowym (RDP - Antena 2) oraz z The New Grove Dictionary of Music and Musicians. Jest także dyrektorem artystycznym nagrania dzieł wszystkich Fernando Lopes-Graça, pod inspicjami Museu da Música Portuguesa w Cascais. Opublikował dwie książki: A Invenção dos Sons (The Invention of the Sounds, Caminho, 1999) oraz Olga Prats - Um Piano Singular (Olga Prats – An Extraordinary Piano, Bizâncio, 2007).
Azevedo jest laureatem wielu nagród kompozytorskich, jego utwory są zamawiane i wykonywane na całym świecie przez takich czołowych muzyków, jak Artur Pizarro, Álvaro Cassuto, Lorraine Vaillancourt, Fabian Panisello, Ronald Corp i inni.

## Twórczość
Jest jednym z najbardziej reprezentatywnych kompozytorów młodego pokolenia w Portugalii. W jego muzyce można odnaleźć wiele wpływów współczesnej stylistyki, od Harrisona Birtwistle’a po Arvo Pärta, choć w ostatnich latach Azevedo tworzy bardziej indywidualne, atonalne brzmienia. Często wykorzystuje skalę całotonową i zagęszczoną fakturę z wyraźną strukturą melodyczną . 